# Масажер простати
Масажер простати — сексуальна іграшка і прилад для профілактики простатиту[джерело?], що служить для масажу передміхурової залози і гладких м'язів прямої кишки. Масажер, зазвичай, являє собою вібратор або фалоімітатор зігнутої загостреної форми, з тонким кінчиком і більш товстою підставкою. Зазвичай, виготовляється з силікону або латексу.

## Застосування
Масажер вводиться в пряму кишку через анальний отвір на достатню глибину для стимуляції передміхурової залози. Застосовується масажер як в лікувальних цілях, так і для збільшення сексуального збудження і досягнення оргазму.
У лікувальних цілях застосовується для лікування і профілактики захворювань передміхурової залози. Вібруючий кінчик масажера впливає на простату. Застосовується не тільки за призначенням лікаря, але і для самостійної профілактики захворювань.
Масажер простати може використовуватися як сексуальна іграшка, для стимуляції ерогенних зон, розташованих навколо сфінктера і всередині прямої кишки. Особливе збудження викликає вібростимуляція передміхурової залози. При подібному впливі можливе досягнення оргазму без ерекції і додаткової стимуляції пеніса.
Для більш зручного витягання масажера з ануса, біля основи, зазвичай, буває силіконове кільце.
Правила експлуатації масажера рекомендують використовувати його зі лубрикантом. Ці рекомендації ґрунтуються на тому, що в анальному отворі відсутнє природне змащування, на відміну від вагінального секрету. У разі якщо виріб з латексу, лубрикант повинен бути обов'язково на водяній основі, оскільки лубриканти на жировій основі, подібні до вазеліну, можуть руйнувати матеріал масажера і негативно впливають на мікрофлору кишківника.
У зв'язку з тим, що масажер після експлуатації важко очищувати, виробники рекомендують використовувати його з презервативом.